# Ultzama
Ultzama település Spanyolországban, Navarra autonóm közösségben. Ultzama Urrotz, Beintza-Labaien, Donamaria, Baztan, Lantz, Anue, Atez-Atetz, Odieta és Basaburua községekkel határos. Lakosainak száma 1628 fő (2024).

## Népesség
A település népessége az elmúlt években az alábbi módon változott:
| Lakosok száma | 1606 | 1608 | 1607 | 1663 | 1698 | 1668 | 1661 | 1653 | 1647 | 1628 |
|               | 2001 | 2004 | 2007 | 2009 | 2012 | 2014 | 2017 | 2019 | 2022 | 2024 |